# ムシャザクラ
ムシャザクラ(霧社桜、学名Prunus taiwaniana)はバラ科の植物。台湾の固有種。生息環境の破壊(Habitat destruction)によって保全状況が悪化している。日本名は南投県仁愛郷の霧社の地名に基づく。

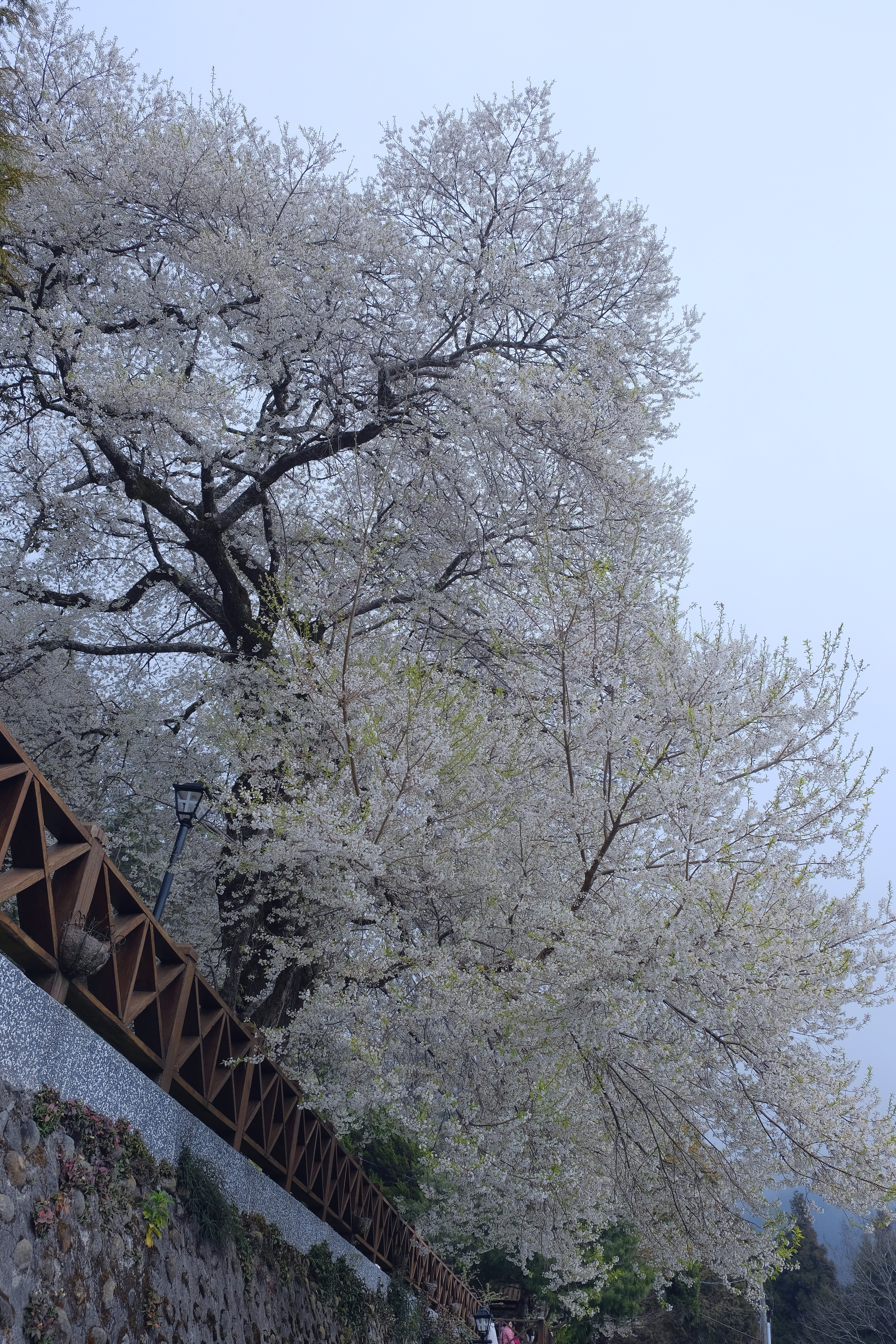
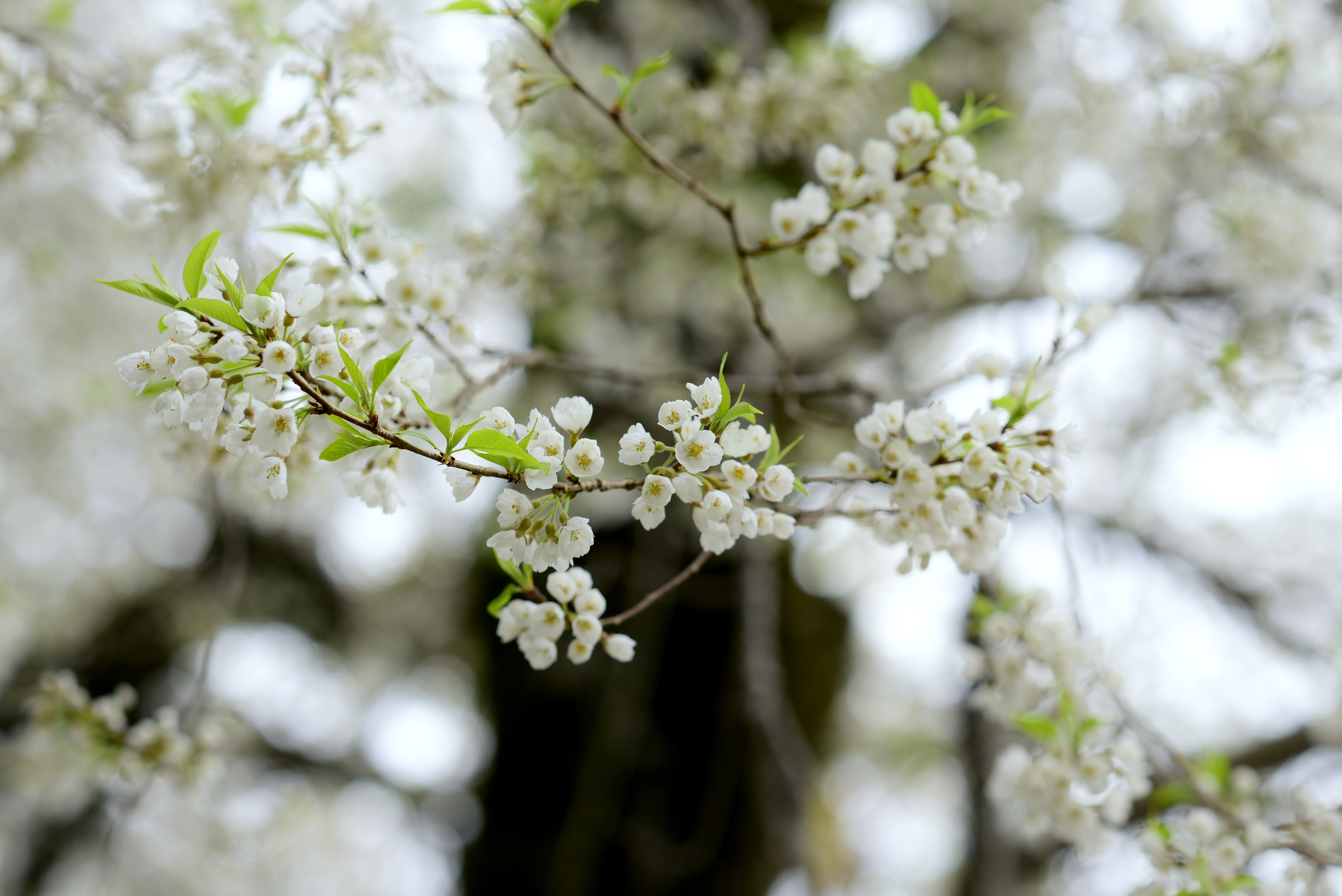
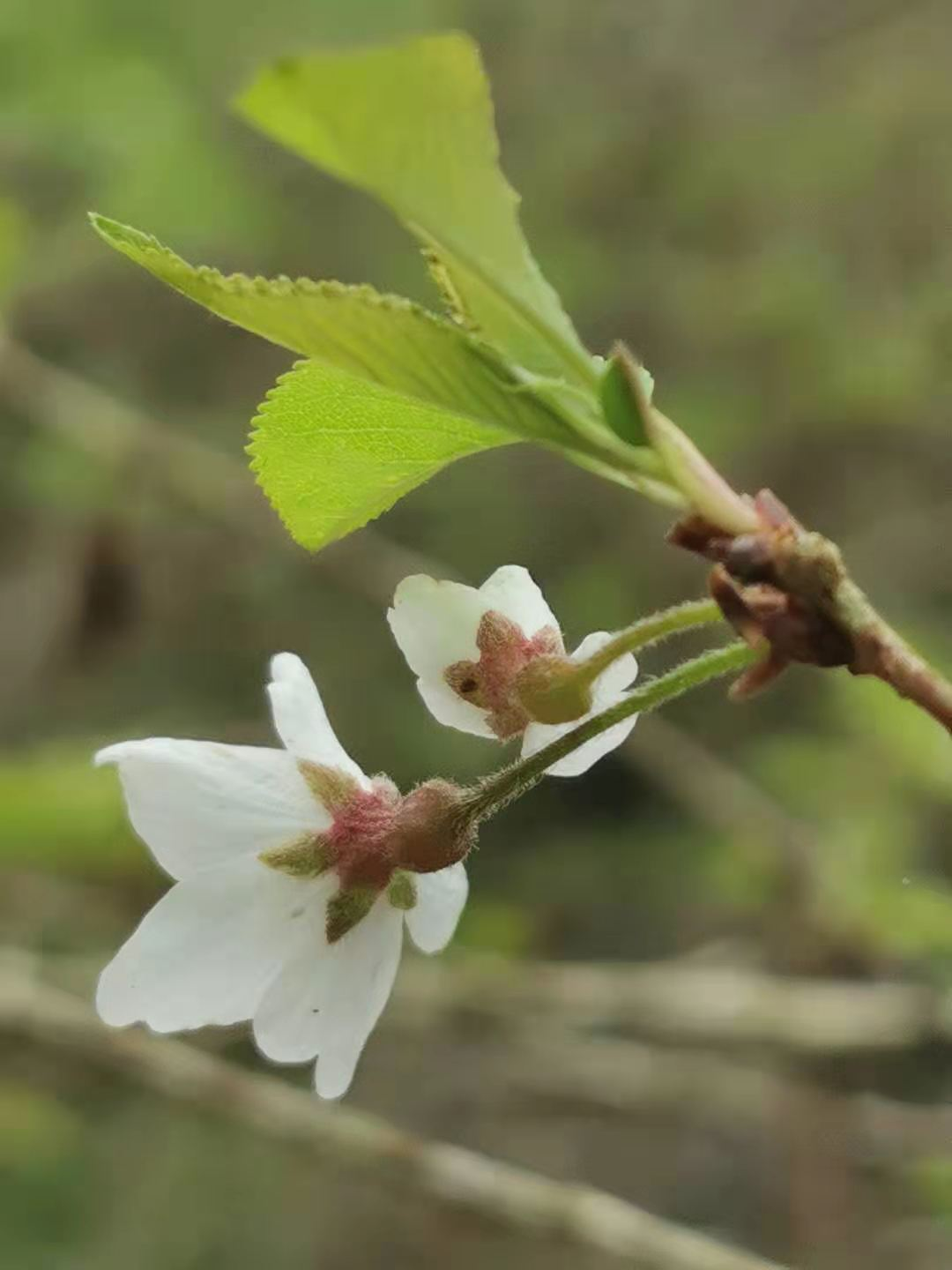
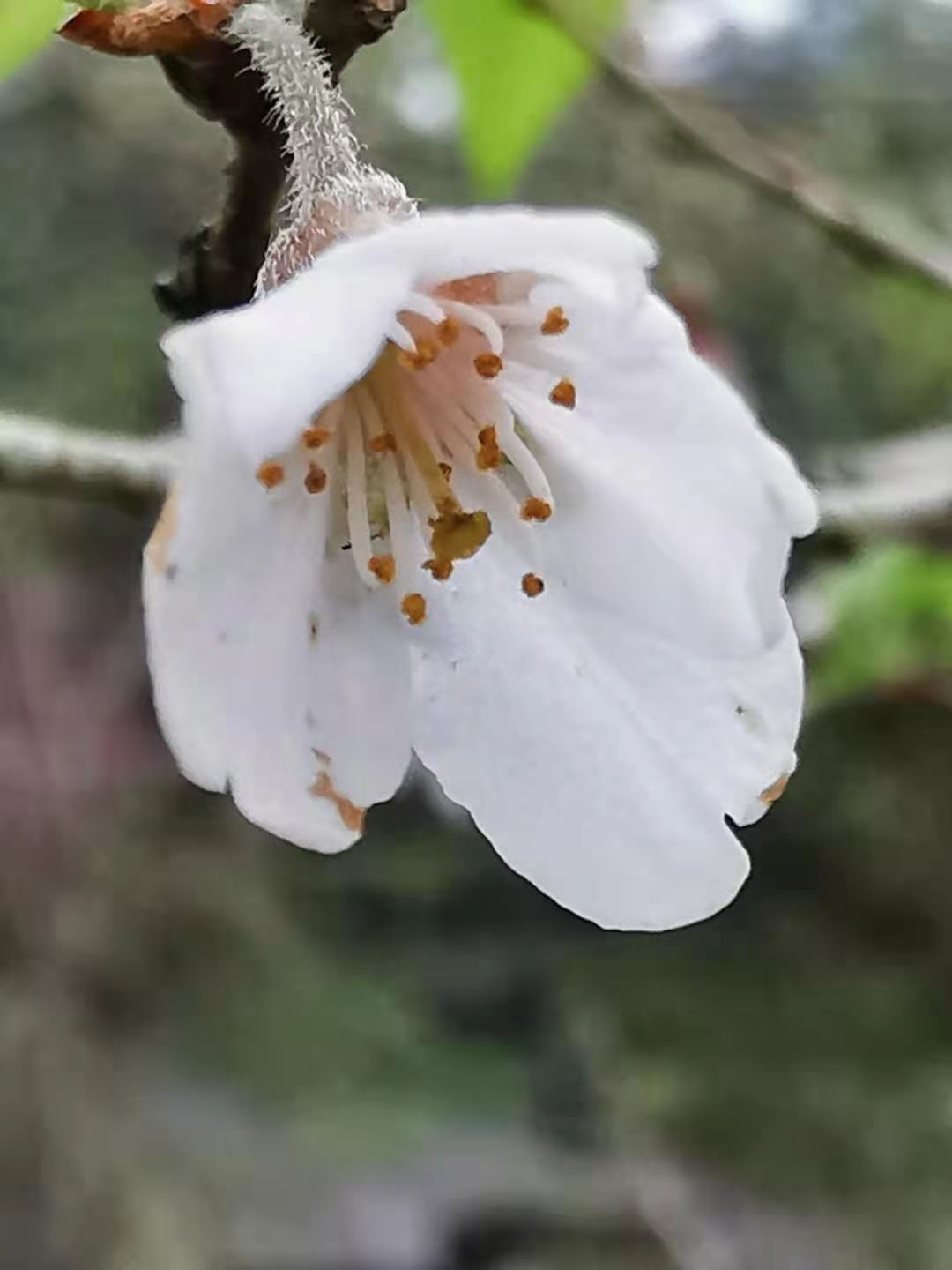